# Stephen Appiah
Stephen Appiah (n. 24 decembrie 1980) este un fotbalist ghanez care joacă pentru Cesena în Serie A, dar și pentru Echipa națională de fotbal a Ghanei.
A fost căpitanul Ghanei la debutul Ghanei la Campionatul Mondial de Fotbal în 2006 și a fost membru al echipei la Campionatul Mondial de Fotbal 2010.

## Palmares

### Club
Hearts of Oak
- Ghanaian FA Cup: 1996
- OneTouch Premier League: 1997

 Parma
- Coppa Italia: 2002

 Juventus
- Supercoppa Italiana: 2003

 Fenerbahçe SK
- Turkcell Super League: 2006-07
- Turkish Super Cup: 2007

### Internațional
Ghana
- Campioantul Mondial de Fotbal sub 17: 1995

Ghana
- Campionatul Mondial de Fotbal Optimile: 2006
- Campionatul Mondial de Fotbal Sferturile de finală:2010

### Individual
- 2004 Summer Olympic Football All-Star Team Arhivat în 3 mai 2007, la Wayback Machine.
- Fotbalistul ghanez al anului (2005, 2007)
- Fotbalistul anului în Turcia (2007)
- Cupa Africii pe Națiuni 2006 All-Star Team of the Tournament